# Вила Монтоне (Алесандрија)
Вила Монтоне је насеље у Италији у округу Алесандрија, региону Пијемонт.
Према процени из 2011. у насељу је живело 8 становника. Насеље се налази на надморској висини од 248 м.